# Dantalion

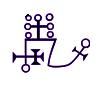
Sello de Dantalion.

En demonología, Dantalion es un poderoso duque del Infierno, con treinta y seis legiones de demonios a su servicio. Dantalion enseña todas las artes y las ciencias. Además, declara los secretos de cualquiera, ya que conoce los pensamientos de todos los hombres y mujeres, los cuales puede manipular a su placer. 
También puede causar amor y mostrar la similitud entre cualquier persona, mostrando esto mismo a través de una visión.
Dantalion es descrito como un hombre que conoce los rostros de todos los hombres y mujeres que existen. Lleva un libro en sus manos.